# Ягодин, Вадим Николаевич
Вадим Николаевич Ягодин (5 февраля 1932 года, город Бузулук Оренбургской области РСФСР — 15 июня 2015 года) — советский узбекистанский учёный, преподаватель высшей школы.  Область научных интересов — история народов Южного Приаралья. Доктор исторических наук, профессор, главный научный сотрудник Каракалпакского отделения Академии наук Республики Узбекистан (г. Нукус).

## Биография
В 1938 году переехал с родителями из Бузулука в Каракалпакстан, там учился в средней школе. В 1955 году окончил с отличием исторический факультет Ивановского государственный университета.
Стал участником Хорезмской археолого-этнографической экспедиции под руководством профессора С. П. Толстова и благодаря этому смог поступить в аспирантуру Института этнографии АН СССР в Москве. В 1963 году защитил кандидатскую диссертацию  и стал одним из первых учёных по археологии в Каракалпакстане. 
За научный доклад «Скотоводы-охотники Арало-Каспийского междуморья в средние века» в МГУ 1992 году была присвоена степень доктора исторических наук.
В. Н. Ягодин начиная 1958 г. особое внимание уделял научно-исследовательским работам археологии низовья Амударьи и Кердерской культуры, и связывал материалы с научными работами по Миздахкану, Ток-кала, Курганча, Хайван-кала, Куюк-кала, Бограхан и т. д. По результатам систематических экспедиций на плато Устюрт и по полученным данным открылись новые археологические памятники палеолита, мезолита и неолита. Были собраны материалы по истории и культуре племён Арало-Каспийского междуморья в период каменного века.
Учёные Каракалпакстана В. Н. Ягодин и Г. Х. Хожаниязов вместе с учёными-археологами Сиднейского университета участвовали в большом проекте. Начиная 1995 года работает международная Каракалпакско-Австралийская экспедиция по изучению и исследованию истории и материальной культуры на городище Акшахан-кала в Берунийском районе Республики Каракалпакстан.
В. Н. Ягодин неоднократно награждался государством: звание «Заслуженный деятель Республики Каракалпакстана», Орден «Мехнат шухрати», также являлся членом Русского археологического общества, членом Нью-Йоркской Академии наук и международным экспертом Австралийского научного совета.
За свою жизнь учёный опубликовал более 180 научных работ по истории и археологии античного и средневекового Приаралья. Его научные труды являются важными источниками в изучении древней и средневековой истории народов Центральной Азии. Под его руководством подготовлен ряд учёных, которые получили широкую известность за пределами Республики Каракалпакстан (Г. Х. Хожаниязов, О. Доспанов, А. Дж. Искандерова, С. Есбергенова).

## Сочинения
- Археологические памятники Приаральской дельты Аму-Дарьи : диссертация ... кандидата исторических наук : 07.00.00. - Москва, 1963. - 348 с.
- Скотоводы-охотники Арало-Каспийского междуморья в средние века : автореферат дис. ... доктора исторических наук : 07.00.06. - Москва, 1992. - 70 с. : ил.
- Ягодин В. Н., Китов Е. П., Мамедов А. М., Жамбулатов К. А. Степные племена на северо-западных границах Хорезма в VI-II вв. до н. э. – II-IV вв. н. э. (по материалам курганного могильника Казыбаба I). – Самарканд, 2022. – 430 с., илл.
- Некрополь древнего Миздахкана [Текст] / В. Н. Ягодин, Т. К. Ходжайов ; АН УзССР. Каракалп. филиал. Ин-т истории, яз. и литературы им. Н. Давкараева. - Ташкент : Фан, 1970. - 254 с., 7 л. ил. : ил.; 27 см.
- История Каракалпакской АССР. - Ташкент: Фан, 1986, 25.0 п.л. (Соавт. С.К.Камалов, Т.А .Ж данко и др.).
- Древнейшие государства Средней Азии и Кавказа. Археология СССР. - М.: Наука, 1985, 40,0 п.л. (Соавт. С.К.Камалов, Т.А.Жданко и др.).
- Excavations as Dhuweila. Изд. Шеффилдского университета, Великобритания. 1995, 20 п.л. (Соавт. А.Беттс, Л.Мартин).